# Los Mangos, Yanga
Los Mangos är en ort i Mexiko.   Den ligger i kommunen Yanga och delstaten Veracruz, i den sydöstra delen av landet, 260 km öster om huvudstaden Mexico City. Los Mangos ligger 453 meter över havet och antalet invånare är 909.
Terrängen runt Los Mangos är platt åt sydost, men åt nordväst är den kuperad. Runt Los Mangos är det ganska tätbefolkat, med 129 invånare per kvadratkilometer. Närmaste större samhälle är Córdoba, 18,6 km väster om Los Mangos. Trakten runt Los Mangos består till största delen av jordbruksmark.